# Élie Reclus
Élie Reclus, all'anagrafe Jean-Pierre Michel Reclus (Sainte-Foy-la-Grande, 16 giugno 1827 – Bruxelles, 11 febbraio 1904) è stato un giornalista, etnologo e anarchico francese.

## Biografia
Suo padre Jacques Reclus, pastore protestante, lo avviò agli studi di teologia, che egli però interruppe per seguire le idee socialiste. Entrò nella politica militante rivoluzionaria e dovette rifugiarsi a Londra, dopo il colpo di Stato del 2 dicembre 1851 di Napoleone III contro la Repubblica.
Pubblicò sui giornali e sulle riviste articoli scientifici e politici che gli fornirono un discreto guadagno e rimase a Londra fino alla proclamazione della repubblica francese.
Massone, iniziato nella Loggia Renaissance del Grande Oriente di Francia, fu presente all'iniziazione di suo fratello Elisée l'11 marzo 1858.
La Comune di Parigi del 1871, che impedì ad Adolphe Thiers (1797-1877) di restaurare il vecchio regime, ebbe Elia Reclus fra i suoi combattenti, lo nominò direttore della Biblioteca nazionale ed egli, in quel periodo di terrore, riuscì a conservare intatto il patrimonio letterario e scientifico della Francia.
Caduta la Comune, si rifugiò a Zurigo col fratello Elisée e con Gustave Courbet (1819-1877), poi ci fu l'amnistia a favore dei comunardi l'11 luglio 1880 ed Elia tornò a Parigi.
Non si piegò mai alle esigenze delle case editrici che avrebbero voluto imporgli delle modificazioni al suo pensiero scientifico e rivoluzionario, così molte sue opere sono rimaste inedite.
Dette comunque il suo aiuto al fratello Elisée nella compilazione della Geografia Universale e suo fratello Paul, chirurgo, fece pubblicare i due primi volumi Les primitifs, études d'ethnologie comparée.
Insegnò etnografia all'Università di Bruxelles e lasciò molti scritti, fra cui La Commune de Paris au jour le jour, 1871, 19 mars - 28 mai, ed anche sulle origini delle religioni: Les croyances populaires et autres pages retrouvées - Les croyances populaires, leçons sur l'histoire des religions professées à l'Université nouvelle de Bruxelles. Fece anche uno studio sulla storia del pane, dal giorno in cui ne cominciò l'uso fino alla sua epoca.